# أيه كيه-74
إيه كيه 74 (بالروسية: Автомат Калашникова образца 1974 года) وهو ما يعني بندقية كلاشينكوف الآلية طراز 1974. هي بندقية اقتحام من عيار 5.45 × 39 ملم طورها الروس في بداية السبعينات عبر القيام بتجارب عديدة لتحسين سلاح الكلاشنكوف وقاموا بتغيير عياره من 7.62 × 39 ملم إلى 5.45 × 39 ملم، وهذا الأخير أخف من الأول بنسبة 50%.
كما قاموا بتصنيع معدل ارتداد جيد، ورُكب على فوهة السلاح وقد أثبت فعاليته في تخفيف الارتداد. وفي سنة 1974 أدخل هذا السلاح إلى الخدمة الفعلية في الجيش السوفيتي كسلاح فردي رئيسي. شوهد هذا السلاح في العام 1977 ضمن قوات المشاة السوفيتية والقوات المحمولة بحراً وخاصة خلال حرب أفغانستان. معدل الارتداد فعال جداً ويعمل على تحويل الضغط الذي يدفع بالسبطانة إلى أعلى إلى الجانبين مما يزيد من قدرة التحكم بشكل جيد بالسلاح عند الإطلاق الآلي، عكس ماهو عليه في سلاح الكلاشنكوف. ومن عيوب هذا السلاح أنه يحدث صوتاً قوياً جداً في الجانبين وذلك لأن الضغط الذي كان يجب أن يكون إلى الأعلى تحول إلى الجانبين. تسمى هذه البندقية AK-74 إذا كان الأخمص ثابتاً, وتسمى AKS-74 إذا كان قابلاً للطي.

## تفاصيل التصميم
سلاح الإيه كيه-74 هو مبني على بندقية الاقتحام إيه كيه إم من عيار 7.62×39 ملم وتوجد فيه العديد من التحسينات الهامة. هذه التعديلات كانت في الأصل نتيجة تحويل البندقية إلى العيار الوسيط 5.45 × x 39 مليمتر، في الحقيقة، بعض النماذج الأولية هي بندقيات إيه كيه إم معدلة، مع تغيير العيار إلى 5.45 x 39 ملم. والنتيجة هي بندقية دقيقة وموثوق بها أكثر من الإيه كيه إم. بندقية الإيه كيه 74 والإيه كيه إم لهما 50% من أجزاء المتشابهة.

### الخصائص الجديدة

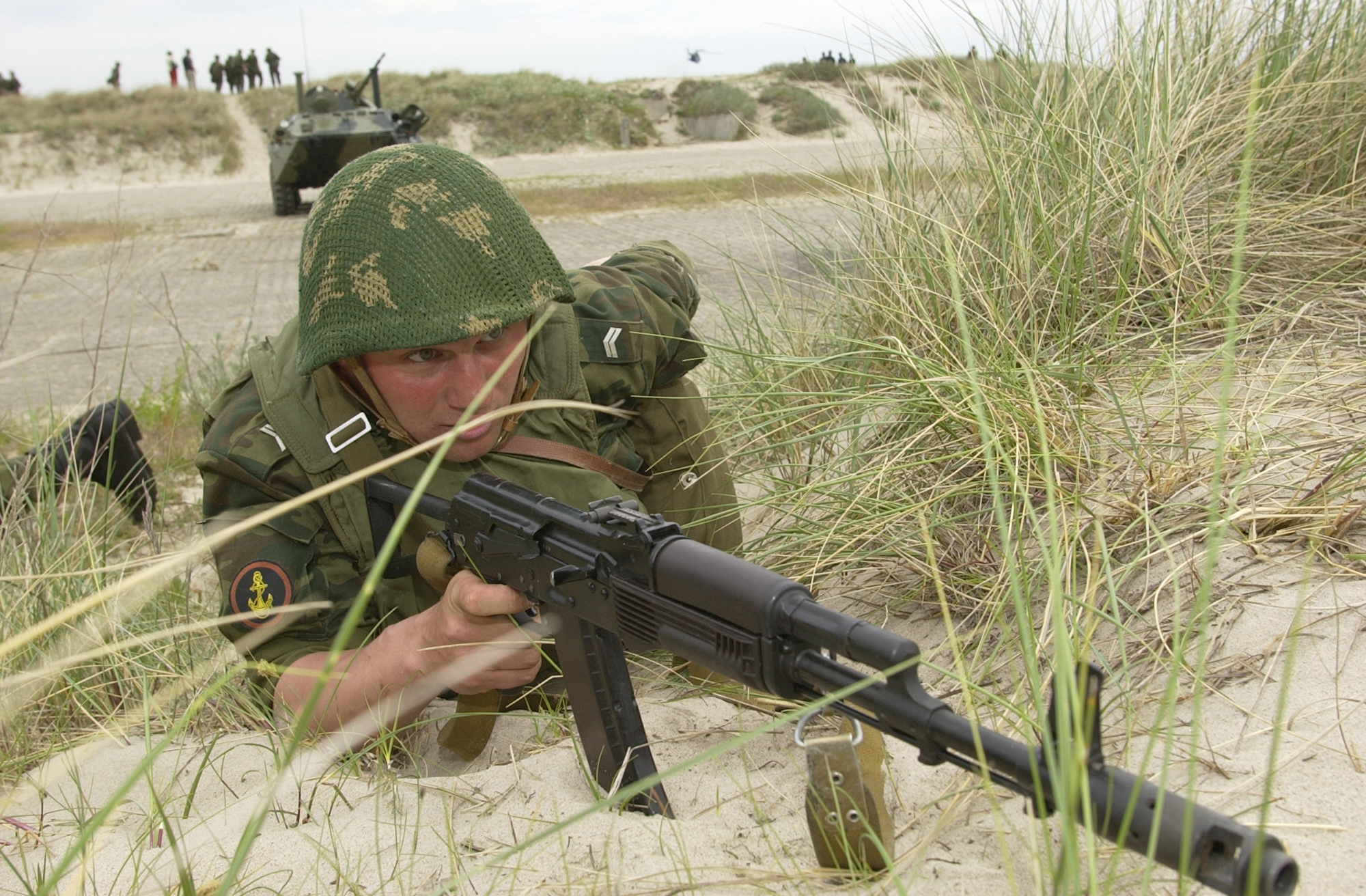
جندي روسي يحمل سلاح إيه كيه 74

تم تجهيز طراز إيه كيه 74 بمقبض جديد، وبنظام الحراسة اليدوية وإسطوانة الغاز. المقبض لديه لوحة مختلفة عن لوحة طراز إيه كيه إم، وهي من المطاط ومسننة لزيادة الجر. وبالإضافة إلى ذلك، هناك تخفيض في الوزن على كل جانب من المقبض. تم صنع المقبض من الخشب الرقائقي، لكن تم تغييره لاحقا إلى البرقوق الاصطناعي ثم إلى مبلمر أسود.

## معرض الصور

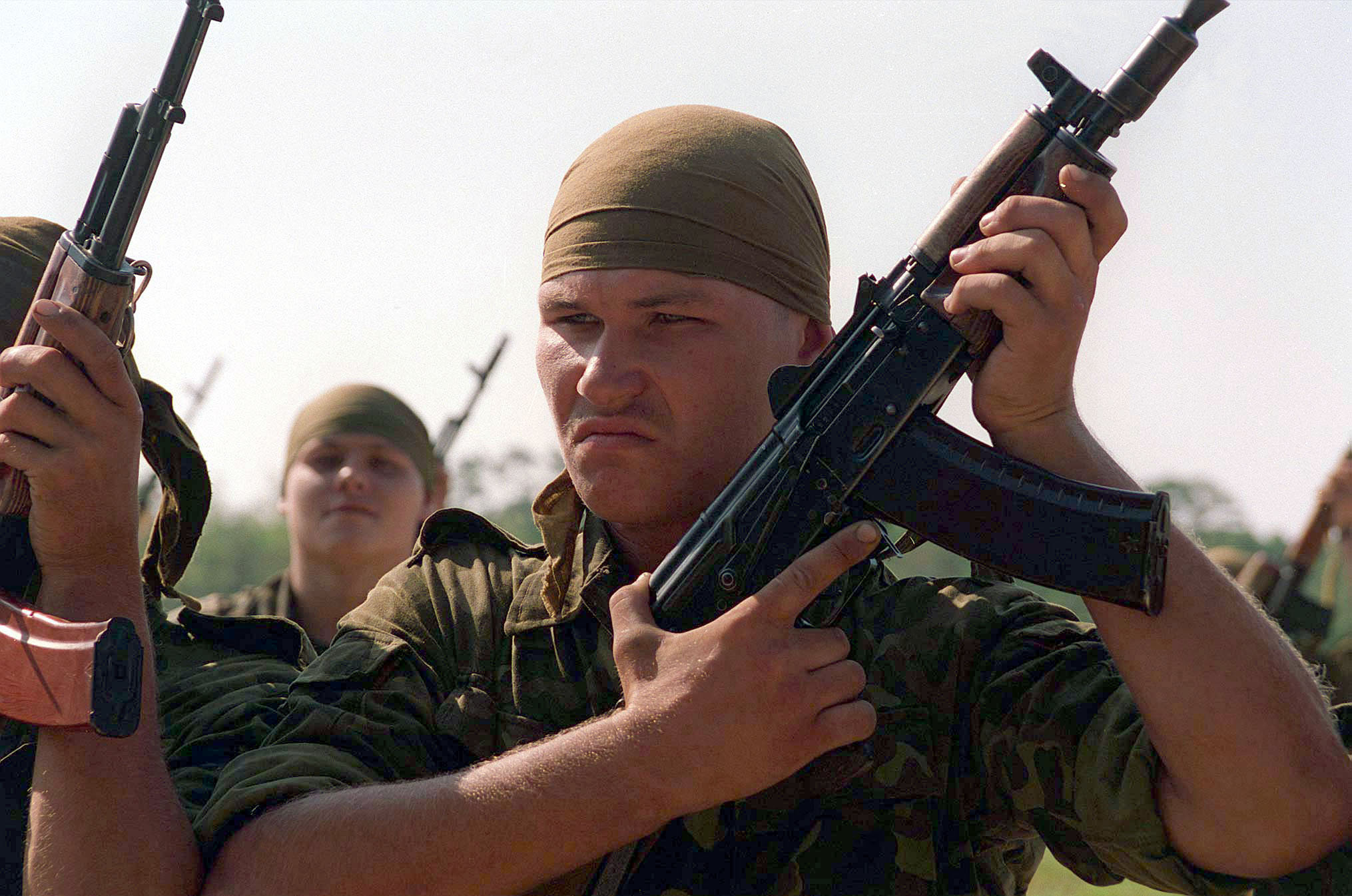
مشاة أوكرانيون يعرضون أسلحة إيه كيه إس - 74 يو.
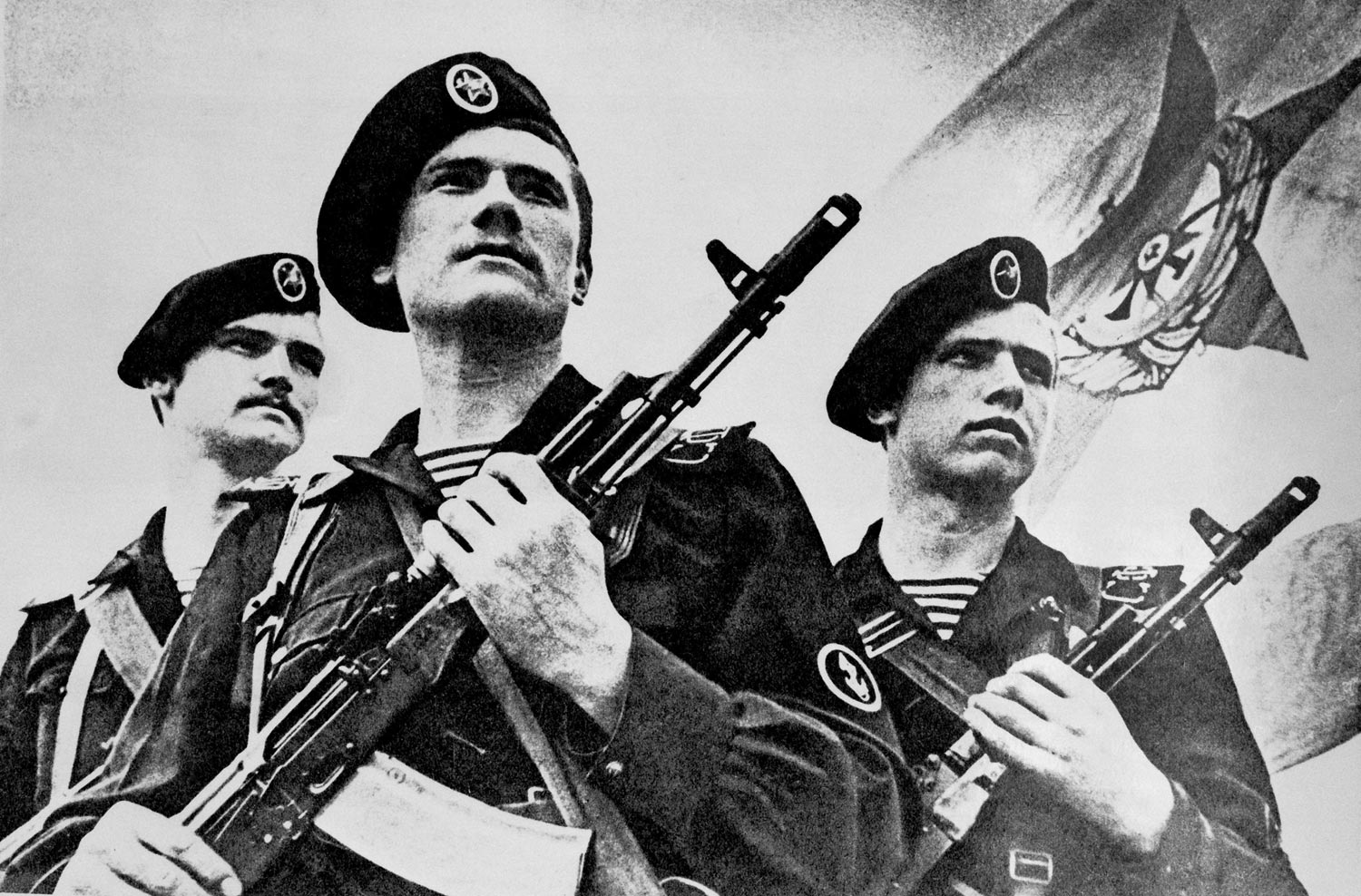
مشاة البحرية السوفييتية يحملون أسلحة إيه كيه - 74
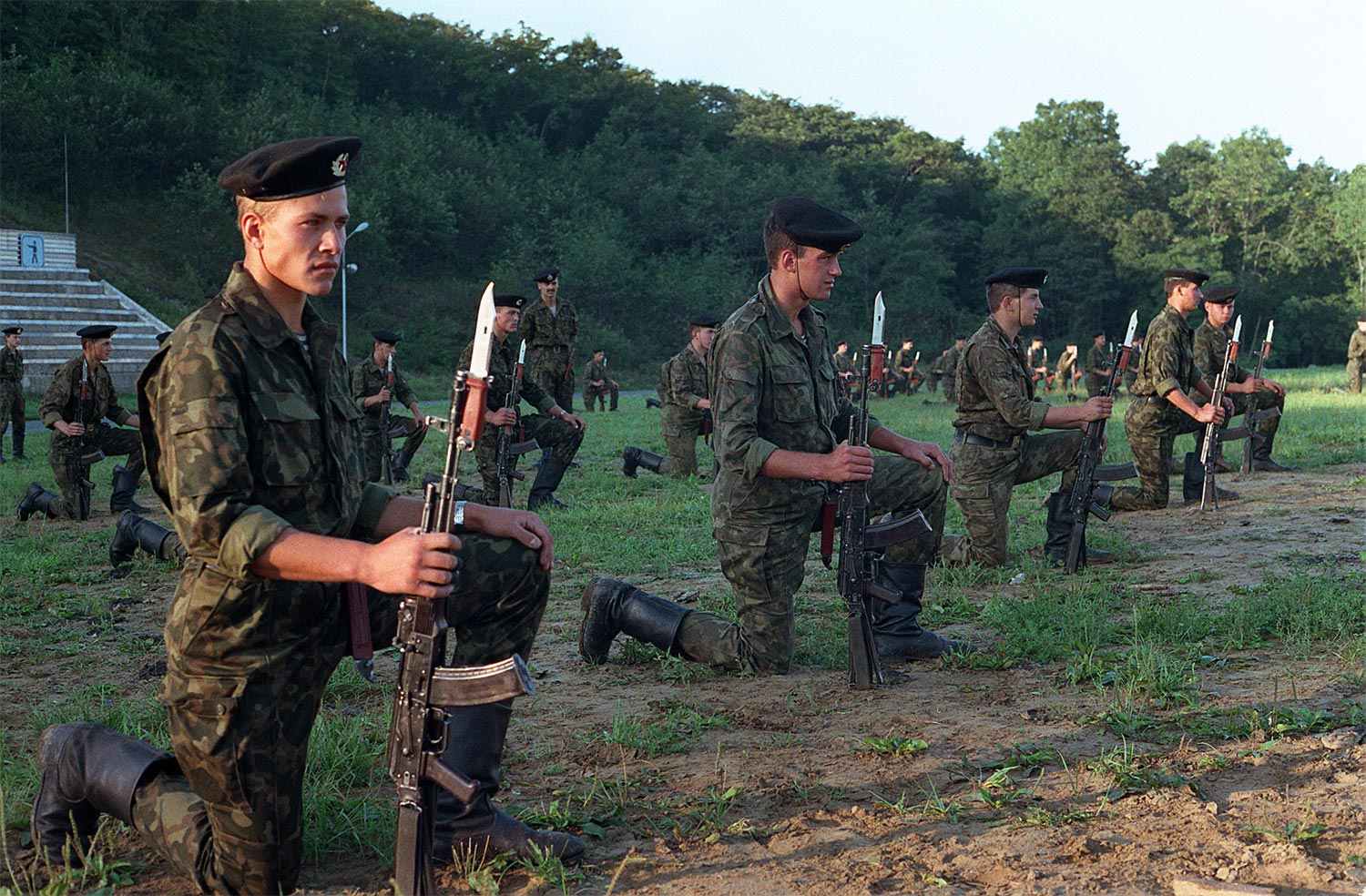
مشاة البحرية السوفييتية يحملون أسلحة إيه كيه إس - 74 مجهزة بحربة.

## المستخدمون
- أفغانستان[3]
- العراق[3]
- الجزائر[3]
- أرمينيا[3]
- أذربيجان[3]
- روسيا البيضاء[3]
- بلغاريا[3]
- إستونيا[3]
- جورجيا[3]
- الأردن[3]
- كازاخستان[3]
- قرغيزستان[3]
- مولدوفا[3]
- منغوليا[3]
- روسيا: إيه كيه-74م حاليا بندقية الخدمة الرئيسية في الجيش الروسي.[4]
- الاتحاد السوفيتي: استعمل لأول مرة في معركة في أفغانستان في بداية الثمانينات.[5]
- طاجيكستان[3]
- تركمنستان[3]
- أوكرانيا[3]
- أوزبكستان[3]
- سوريا[3]

## وصلات خارجية
- موقع مصنع إيجيفيسك الميكانيكي على الإنترنت
- AK-47.net مقالة حول متنوعات الإيه كيه 74
- AK-47.net
- بندقيات معاصرة
- فيديو عن كيفية إطلاق النار على يوتيوب (باليابانية)